# 牽弘
牽 弘（けん こう）は、中国三国時代から西晋にかけての軍人。魏・西晋に仕えた。冀州安平郡観津県の人。父は牽招。兄に牽嘉。甥に牽秀。

## 生涯
父の牽招は魏に仕え、異民族との戦いや辺境統治で活躍。その次子である牽弘も勇猛果敢で父の風があった。
景元4年（263年）、隴西太守として鄧艾に付き従って蜀漢を討伐し、功績を立てた。蜀漢の滅亡後は蜀中の諸郡の太守を兼任し、戦後処理に当たった。
咸熙年間には振威護軍に任じられた。
魏から晋（西晋）への禅譲が成った後の泰始6年（270年）正月、揚州刺史を務め、呉の丁奉の江夏郡侵攻を迎撃、敗走させた。
泰始7年（271年）4月、司馬駿が関中を守る間、涼州刺史の官にあり、鮮卑族の侵攻を迎え撃ったが、逆に禿髪樹機能らの包囲を受け、敗死した。その影響で司馬駿が司令官職から更迭された。
牽弘が揚州刺史だった時、上司である都督揚州諸軍事の陳騫の命に従わないことがあった。大司馬として中央に戻った陳騫は「胡烈と牽弘は勇敢ではあるが思慮分別に欠けるので、刺史の任を果たせないでしょう」と皇帝司馬炎に言上した。陳騫と牽弘が不仲であると理解した司馬炎は、牽弘を涼州刺史に転任させるに留まっていたが、後に胡烈と牽弘の両名ともが敗死するに及び、陳騫の言を信じなかったことを後悔したという。